# Recover (Great White)
Recover  è un album dal vivo del gruppo musicale statunitense Great White, composto interamente da cover di pezzi che hanno influenzato la musica del gruppo. L'album venne originariamente registrato dal vivo in studio come demo multitraccia nel novembre del 1989.
L'album è stato ristampato con una lista tracce diversa nel 2002 dall'etichetta france Axe Killer sotto il titolo The Final Cuts, e con due tracce bonus nel 2003 sotto il nome Revisiting Familiar Waters.
Nel 2004, l'etichetta italiana Horizon-Italy ha ristampato l'album con il titolo Burning House of Love, senza il permesso della band. Il titolo di questa versione venne considerato di pessimo gusto, in quanto distribuito appena un anno dopo la tragedia dell'incendio del nightclub The Station accaduta durante un concerto dei Great White. La band fece causa all'etichetta discografica per la stampa di quest'album e chiese ai propri fan di non comprarlo. La Horizon, per sua risposta, promise di cambiare il titolo in Love Removal Machine.
La Deadline Records ha pubblicato un'edizione deluxe dell'album nel 2007, con in allegato un CD bonus contenente altre cover e tracce prese da alcuni dischi dei Great White.

## Tracce
1. Love Removal Machine (cover dei The Cult) – 4:30 (Ian Astbury, Billy Duffy)
2. Again and Again (cover degli Status Quo) – 3:39 (Rick Parfitt, Andy Bown, Jackie Lynton)
3. Ready for Love (cover dei Mott the Hoople) – 4:41 (Mick Ralphs)
4. Bitches and Other Women – 4:50 (Mick Jagger, Keith Richards, Mick Jones)
5. Tangled Up in Blue (cover di Bob Dylan) – 5:56 (Bob Dylan)
6. Burning House of Love (cover degli X) – 3:53 (Exene Cervenka, John Doe)
7. Ain't No Way to Treat a Lady (cover dei Q5) – 2:35 (Floyd D. Rose, Jonathan Scott Palmerston)
8. Sin City (cover degli AC/DC) – 4:40 (Angus Young, Malcolm Young, Bon Scott)
9. No Matter What (cover dei Badfinger) – 2:46 (Pete Ham)
10. Fire and Water (cover dei Free) – 3:37 (Andy Fraser, Paul Rodgers)
11. Down at the Doctors (cover dei Dr. Feelgood) – 3:38 (Mickey Jupp)
12. Lady Love (cover di Robin Trower) – 3:12 (James Dewar, Robin Trower)

Tracce bonus dell'edizione Burning House of Love
1. Train to Nowhere (cover dei Savoy Brown) – 4:27 (Kim Simmonds, Chris Youlden)
2. The Hunter (cover di Albert King) – 4:12 (Carl Wells, Donald Dunn, Steve Cropper, Al Jackson, Jr., Booker T. Jones)
3. Once Bitten, Twice Shy – 5:22 (Ian Hunter)

CD bonus dell'edizione deluxe del 2007
1. Once Bitten, Twice Shy – 5:22 (Ian Hunter)
2. Rock Me – 3:56 (Mark Kendall, Michael Lardie, Alan Niven, Jack Russell)
3. Save Your Love – 4:07 (Jerry Lynn Williams, Russell)
4. Saturday Night Special (cover dei Lynyrd Skynyrd) – 5:29 (Ed King, Ronnie Van Zant)
5. Same Old Song and Dance (cover degli Aerosmith) – 3:46 (Steven Tyler, Joe Perry)
6. Unchained (cover dei Van Halen) – 3:54 (Eddie Van Halen, Alex Van Halen, Michael Anthony, David Lee Roth)
7. Any Way You Want It (cover dei Journey) – 3:07 (Steve Perry, Neal Schon)
8. D'yer Mak'er (cover dei Led Zeppelin) – 2:49 (John Bonham, John Paul Jones, Jimmy Page, Robert Plant)
9. All My Love (cover dei Led Zeppelin) – 2:38 (Page, Plant)
10. Immigrant Song (cover dei Led Zeppelin) – 4:43 (Page, Plant)
11. When the Levee Breaks (cover dei Led Zeppelin) – 3:30 (Bonham, Jones, Memphis Minnie, Page, Plant)
12. The Rover (cover dei Led Zeppelin) – 4:05 (Page, Plant)
13. Starway to Heaven (cover dei Led Zeppelin) – 5:29 (Page, Plant)

## Formazione
Great White
- Jack Russell – voce
- Mark Kendall – chitarre, cori
- Michael Lardie – chitarre, tastiere, cori
- Tony Montana – basso
- Audie Desbrow – batteria

Altri musicisti
- Dweezil Zappa – chitarre nella traccia Burning House of Love